# Elvys Reyes
Pour les articles homonymes, voir Reyes.
Reyes  Acevedo est un nom espagnol. Le premier nom de famille, en général paternel, est Reyes ; le second, en général maternel, souvent omis, est Acevedo.
Elvys Reyes Acevedo,, né le 27 janvier 1995 dans le Bronx, est un coureur cycliste portoricain d'origine dominicaine. 

## Biographie
Elvys Reyes naît dans le Bronx, arrondissement de New York. Durant son enfance, il frôle la mort en étant atteint d'une leucémie, alors qu'il est âgé de trois ans. Il guérit après six années d'un lourd traitement.
Il commence le cyclisme à l'âge de douze ans, d'abord par le VTT, avant de passer à la route à quinze ans. Dans un premier temps, il représente la République dominicaine, pays d'origine de son père. En 2013, il est sacré champion national du contre-la-montre chez les juniors (moins de 19 ans). Deux ans plus tard, il remporte un nouveau titre, mais chez les espoirs (moins de 23 ans). Il prend ensuite une licence portoricaine, pays où il commence des études de physiothérapie. 
Lors des championnats de Porto Rico de 2017, il s'impose sur la course en ligne et le contre-la-montre. En 2018, il devient une nouvelle fois double champion de Porto Rico élites. Il termine également cinquième de la Vuelta a la Independencia Nacional. 
Pour la saison 2019, il s'engage avec l'équipe continentale Inteja-Imca-Ridea DCT. Sous ses nouvelles couleurs, il participe à plusieurs compétitions professionnelles en Europe. L'année suivante, il remporte la dernière étape de la Vuelta a la Independencia Nacional, qu'il termine à la cinquième place.

## Palmarès et résultats

### Par année
- 2012
  - 2e du championnat de République dominicaine sur route juniors
- 2013
  -  Champion de République dominicaine du contre-la-montre juniors
- 2015
  -  Champion de République dominicaine du contre-la-montre espoirs
- 2016
  - Gran Prix del Este
  - Bayamon Grand Prix
  - 3e du Clásico San Antonio de Padua
- 2017
  -  Champion de Porto Rico sur route
  -  Champion de Porto Rico du contre-la-montre
  - Clásico San Antonio de Padua[6]
- 2018
  -  Champion de Porto Rico sur route
  -  Champion de Porto Rico du contre-la-montre
- 2019
  - 2e du championnat de Porto Rico sur route
- 2020
  - 7e étape de la Vuelta a la Independencia Nacional
- 2021
  - 2e du championnat de Porto Rico du contre-la-montre
  - 2e du championnat de Porto Rico sur route
- 2022
  -  Champion de Porto Rico du contre-la-montre
  - Clásico San Antonio de Padua
  - 3e du championnat de Porto Rico sur route
- 2023
  - Clásico Sabana Grande
  - 2e du championnat de Porto Rico du contre-la-montre
- 2024
  -  Champion de Porto Rico sur route
  -  Champion de Porto Rico du contre-la-montre
- 2025
  - 3e du championnat de Porto Rico sur route

### Classements mondiaux
| Année            | 2017 | 2018 | 2019 |
| ---------------- | ---- | ---- | ---- |
| UCI America Tour | 141e | 58e  | 222e |